# Grad, Grebinj
Grad (nemško Schloßberg) je naselje v Občini Grebinj v Okraju Velikovec na Koroškem v Avstriji.